# Liste des espèces de faune menacées en Guinée
La liste des espèces de faune menacées en Guinée  est un recensement des animaux en Guinée . Elle est le résultat de la direction nationale des faunes et flores de la République de Guinée.
Elle est validée et rendue publique en 2019 par le Ministère de l’Environnement et du développement durable,,. 

## Liste des espèces
| Espèces                | Nom en latin                                    | Image | Menaces                  |
| ---------------------- | ----------------------------------------------- | ----- | ------------------------ |
| Éléphant d'Afrique     | Loxodonta Africana                              |       | - agriculture - incendie |
| Lion                   | panthera leo                                    |       |                          |
| Bongo                  | Tragelaphus euryceros                           |       |                          |
| L’éland de Derby       | Tragelaphus derbianus                           |       |                          |
| Chevrotain Aquatique   | Hyemoschus aquaticus                            |       |                          |
| Redunca                | Redunca redunca                                 |       |                          |
| Cephalophe à dos jaune | Cephalophus sylvicultor                         |       |                          |
| Crapaud geant          | Bufo superciliaris                              |       |                          |
| Crapaud vivipare       | Nectophrynoides occidentalis (espèce endémique) |       |                          |
| Le Caracal             | Caracal caracal                                 |       |                          |
| L’hyène rayée          | Hyena hyena                                     |       |                          |
| L'hyène tachetée       | Crocuta crocuta                                 |       |                          |
| Baleine à bosse        | Megaptera novaeanngliase                        |       |                          |
| Perroquet gris         | Psittacus erithacus                             |       |                          |
| La Grue couronnée      | Balearica pavonima                              |       |                          |
| Le crocodile du Nil    | Crocodylius niloticus' '                        |       |                          |
| Le Chimpanzé           |                                                 |       |                          |
| Léopard                |                                                 |       |                          |